# NYPD Mounted
NYPD Mounted (conocida en España como La policía montada de Nueva York) es una película de acción, comedia y crimen de 1991, dirigida por Mark Tinker, escrita por Patrick Hasburgh, Alfonse Ruggiero y Roderick Taylor, musicalizada por Peter Bernstein, en la fotografía estuvo Constantine Makris y los protagonistas son Dennis Franz, Dan Gauthier y Cliff De Young, entre otros. El filme fue realizado por Patrick Hasburgh Productions y Orion Television, se estrenó el 3 de agosto de 1991.

## Sinopsis
Un policía de Nueva York se junta con un vaquero de rodeo de Montana para trabajar en la División Montada de la urbe.